# Đới Wadati-Benioff

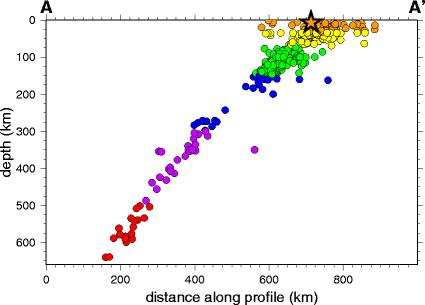
Lát cắt địa chấn, đới hút chìm quần đảo Kuril, trận động đất 15 tháng 11 năm 2006 8,3 M_{w} được đánh dấu sao

Đới Wadati-Benioff hay đới Benioff là một khu vực có hoạt động địa chấn nằm dưới sâu trong đới hút chìm. Chuyển động khác nhau dọc theo đới này tạo ra các trận động đất có chấn tiêu sâu khoảng 700 km (435 mi). Chúng phát triển bên dưới cung đảo núi lửa và các rìa lục địa bên trên các đới hút chìm hoạt động. Các trận động đất dưới sâu dọc theo đới này cho phép các nhà địa chấn học lập bản đồ bề nặt 3 chiều của phiến hút chìm của vỏ đại dương và manti. Góc cắm của đới này tương tự với góc cắm của phiến hút chìm.
Thuật ngữ được đặt theo tên của hai nhà địa chấn học là Hugo Benioff, Viện Công nghệ California, và Kiyoo Wadati, Cơ quan Khí tượng Nhật Bản là những người phát hiện ra đới này một cách độc lập.